# Út a boldogság felé
Az Út a boldogság felé (eredeti cím: Way Down East) 1920-ban készült fekete-fehér amerikai némafilm.
Minden idők egyik legnagyobb bevételét hozó[forrás?] Egy nemzet születése című film után D. W. Griffith pályája leáldozóba került. A viktoriánus melodrámára és a női ártatlanság filmes ábrázolására specializálta magát, de 1920-ban a mozilátogatókat már nem a tiszta erkölcs védelmezése érdekelte. Mikor Griffith mégis úgy döntött, hogy filmre viszi az 1890-es évek érzelgős színművét, nagy meglepetést okozott vele. A film óriási sikert aratott.

## Cselekmény
Ana Moore elhagyja kicsiny faluját, hogy tehetősebb rokonaihoz költözzön Bostonba. Ott egy Sanderson nevű fiatalember hatása alá kerül, aki hamis házasságkötéssel eléri, hogy a lány az övé legyen. Ezután a férfi visszaküldi őt New Englandba. Mikor Anna rájön, hogy terhes, felveszi a kapcsolatot Sandersonnal. Ekkor tudja meg a szörnyű igazságot. Édesanyja és gyermeke is meghal. Elküldik a panzióból, ahol rejtőzködött, mert a panziósné gyanítja, hogy nincs férjnél. Állást kap Barlett földbirtokos földjén, ami közel van Sanderson lakhelyéhez. A farmon Anna megismerkedik a gazda fiával, Daviddel, akivel egymásba szeretnek. Miután a gazda elbocsátja, elindul a zúgó hóesésben és hirtelen egy befagyott folyó jegére kerül. Egy nagy jégtáblán reked, ami egy vízesés felé robog. Az utolsó pillanatban menti meg őt David. Kiderül Sanderson gonoszsága, és a bűnbánó gazda kibékül Annával. A fiatalok összeházasodnak.

## Szereplő
- Lillian Gish (Anna Moore)
- Richard Barthelmess (David Bartlett)
- Lowell Sherman (Lennox Sanderson)
- Burr McIntosh (Squire Bartlett)
- Kate Bruce (Bartlett anyja)
- Mary Hay (Kate)
- Creighton Hale (professzor)
- Emily Fitzroy (Maria Poole)